# Malé stydké pysky
Malé stydké pysky (latinsky: labia minora pudendi), též nymfé (latinsky: nymphae) jsou dvě longitudinální (podélné) slizničné řasy, jejichž velikost se ženu od ženy může velmi lišit (přibližná délka je však 3–4 centimetry a tloušťka 5 milimetrů). Jsou situovány mezi velkými stydkými pysky a rozšiřují se od klitorisu šikmo dolů, do strany a dozadu ke každé straně poševní předsíně, mezi níž a velkými stydkými pysky tyto končí. U panny jsou zadní konce malých stydkých pysků obvykle spojeny uprostřed kožní hranou nazývanou frenulum labiorum pudendi nebo fourchette („vidlička“).
Vpředu se každý malý stydký pysk dělí na dvě části: horní díl prochází nad klitorisem, kde se setkává s protějším pyskem, přičemž nemusí být oba stejně velké; vytvářejí zde poštěváčkovou kapucu, která se klene přes vnější část poštěváčku. Dolní část pysků prochází pod vnější částí klitorisu, spojuje se s povrchem pod ním a společně s protějším pyskem (opět nikoli nutně stejné velikosti) vytváří uzdičku klitorisu. Na opačné straně (povrchu) malých stydkých pysků je mnoho mazových žláz.
Chirurgický úkon spočívající v úpravě velikosti a tvaru malých stydkých pysků se označuje jako labioplastika. Tento úkon bývá prováděn z estetických a praktických důvodů.

## Obrázky

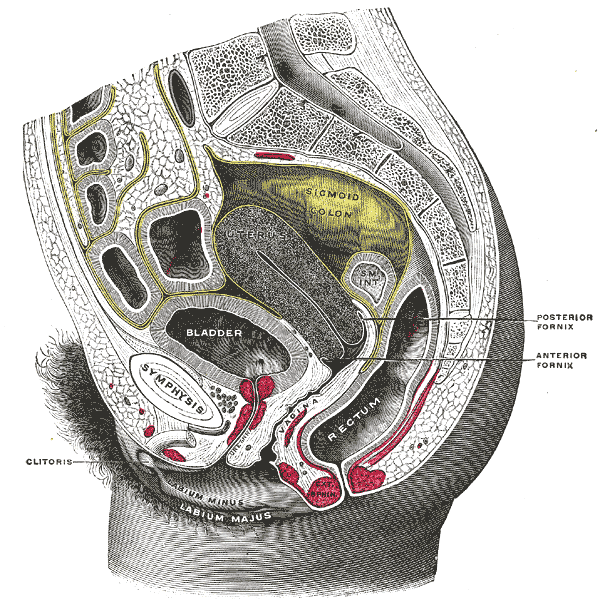
Sagitální řez dolní částí ženského trupu, pravý segment.
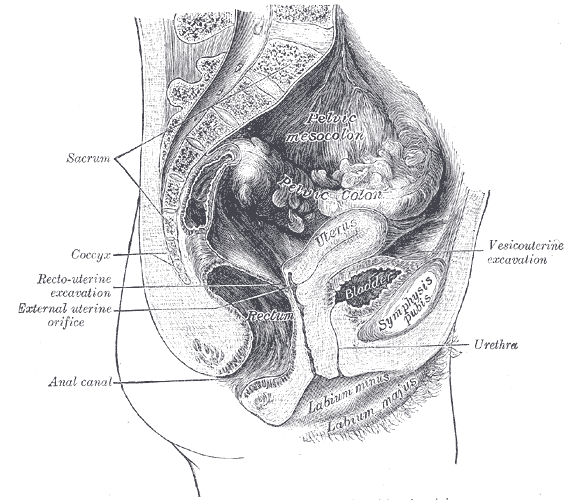
Adel Median sagitální řez ženskou pánví.
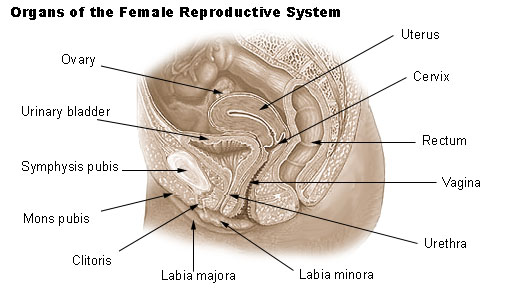
Orgány ženského rozmnožovacího ústrojí.